# خوان إغناثيو كاريرا
خوان إغناثيو كاريرا (بالإسبانية: Juan Ignacio Carrera)‏ (10 مايو 1981 في الأرجنتين - ) هو لاعب كرة قدم أرجنتيني في مركز حراسة المرمى. لعب مع أرجنتينوس جونيورز وسارمينتو دي ريسيستينثيا وسان مارتين دي توكومان ‏ وIndependiente Rivadavia ‏.

## وصلات خارجية
- خوان إغناثيو كاريرا على موقع قاعدة بيانات كرة القدم.إي يو (الإنجليزية)